# Blitz de Leeds
Seconde Guerre mondiale
Batailles
Front d'Europe de l'Ouest
- Campagnes du Danemark et de Norvège
- Bataille de France
- Bataille de Belgique
- Bataille des Pays-Bas
- Bataille d'Angleterre
- Blitz
- Opération Myrmidon
- Opération Ambassador
- Raid de Dieppe
- Sabordage de la flotte française à Toulon
- Bataille aérienne de Berlin
- Bataille de Normandie
- Débarquement de Provence
- Libération de la France
- Campagne de la ligne Siegfried
- Bataille du Benelux
- Poche de Breskens
- Bataille des Vosges (Bruyères)
- Bataille des Ardennes
- Bataille de Saint-Vith
- Siège de Bastogne
- Opération Bodenplatte
- Opération Nordwind
- Campagne de Lorraine
- Bataille d'Alsace (Forêt de la Hardt, Poche de Colmar Jebsheim)
- Campagne d'Allemagne
- Raid de Granville
- Libération d'Arnhem
- Bataille de Groningue
- Insurrection géorgienne du Texel
- Bataille de Slivice
- Capitulation allemande

Front d’Europe de l’Est

Campagnes d'Afrique, du Moyen-Orient et de Méditerranée

Bataille de l’Atlantique

Guerre du Pacifique

Guerre sino-japonaise

Théâtre américain
Le Blitz de Leeds désigne une série de neuf raids aériens perpétrés par la Luftwaffe allemande sur la ville de Leeds durant la Seconde Guerre mondiale. Le plus dévastateur de ces bombardements survient dans la nuit du 14 au 15 mars 1941, frappant de plein fouet le cœur de la ville ainsi que les quartiers de Beeston, Bramley et Armley. La ville subit d'autres raids pendant la Seconde Guerre mondiale, mais ils sont relativement mineurs, seul celui de mars 1941 cause des dégâts importants, notamment au musée de la ville et à ses collections.

## Contexte
Leeds, vaste ville située au sein du bassin industriel du West Riding of Yorkshire, constitue la plus importante agglomération du comté, où se concentrent l’essentiel des activités économiques, administratives et manufacturières de la région, ainsi qu’un nœud ferroviaire de premier ordre. Nombre d’usines avoisinantes, telles qu’Avro à RAF Yeadon, actuel aéroport de Leeds-Bradford, qui fabrique les Avro Lancaster, Kirkstall Forge, les Barnbow Munition Works ou encore l’ROF Thorp Arch près de Wetherby, ont converti leur production à des fins militaires, fournissant ainsi des cibles potentielles pour les raids ennemis. La ville s’est prémunie contre les assauts aériens en érigeant de nombreux abris antiaériens publics et en aménageant de vastes réservoirs d’eau destinés à parer aux incendies provoqués par les bombes incendiaires.

### Raid du 14 au 15 mars

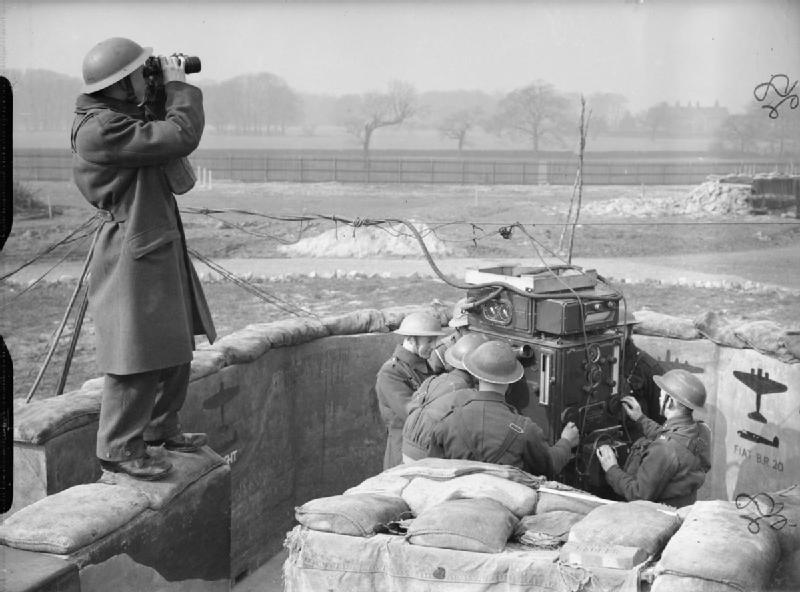
Opérateurs d'observation et de prédiction sur un site de canon antiaérien de 11,43 centimètres à Leeds, le 20 mars 1941

Peu après 21 heures le vendredi 14 mars 1941, environ 40 bombardiers participent au raid sur Leeds et, au total, 451 survolent la Grande-Bretagne cette nuit-là. Des bombes incendiaires sont d'abord été larguées sur la ville le vendredi soir, puis des bombes explosives le samedi,,. Les cibles touchées dans le centre-ville comprennent l’hôtel de ville, le musée municipal, alors situé sur Park Row, la gare de Leeds, les halles de Kirkgate, l’hôtel des Postes, les habitations de Quarry Hill, l’hôtel Métropole, ainsi que la zone désormais occupée par la rocade intérieure,. 
D'autres villes voisines sont également endommagées lors de ce raid. Huddersfield est touchée par des bombardiers visant l'usine David Brown située à Crosland Moor, usine fabriquant des pièces pour le Supermarine Spitfire. Le centre de Castleford est également endommagé par des bombardiers visant l'usine chimique Hickson & Welch et la centrale électrique de Ferrybridge. DAu total, 25 tonnes de bombes sont tombées sur Leeds lors du raid, soit un quart des 100 tonnes souvent utilisées comme seuil pour un « raid majeur ». En comparaison, cette nuit-là à Glasgow, 203 avions larguent 231 tonnes d'explosifs, soit près de dix fois la quantité larguée sur Leeds, et 1 650 bombes incendiaires, tandis qu'à Sheffield, à proximité , 117 avions larguent 83 tonnes d'explosifs et 328 bombes incendiaires. 
En raison de la censure et du secret pendant la guerre, la presse n'a pas mentionné Leeds par son nom après le raid, la désignant plutôt comme une « cité de l’intérieur nord-oriental ». De même, les fréquentes attaques aériennes sur Hull sont souvent qualifiés de raid sur une « ville maritime du nord-est ». Des sources allemandes de l'époque font état de raids sur Glasgow, Leeds, Sheffield, les docks de Tilbury, ainsi que sur Plymouth et Southampton. 

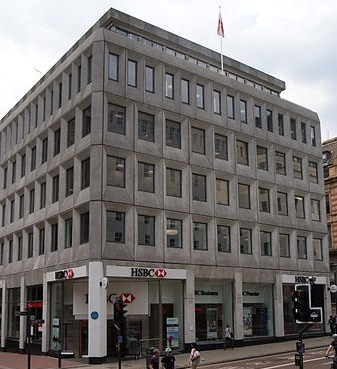
Le site de l'ancien musée

### Pertes culturelles
Le bombardement du musée de Leeds entraîne la perte de biens civiques historiques. Parmi les exemples, on compte la destruction d'une momie et d'un tigre empaillé. Le conservateur Herbert Ricketts décrit la récupération des objets après le bombardement comme une « fouille dans notre propre musée ». La façade de l’édifice, érigée en 1821, est fortement endommagée et doit être détruite,. Une façade en béton est construite à la place de la façade victorienne détruite. Le musée ferme ses portes en 1965 et est transféré à la bibliothèque centrale de Headrow. Démoli en 1966, le site est aujourd'hui occupé par la HSBC. En 1999, le musée est déplacé de la bibliothèque et est désormais hébergé dans l'ancien Institut de mécanique, situé sur la Millennium Square.
D'autres bâtiments historiques sont légèrement endommagés. Sur certains sites, comme l'hôtel de ville, les dégâts causés par les éclats d'obus sont encore visibles. 

### Chasseur et défense terrestre
La 31e brigade antiaérienneNorth Midland, est responsable de la défense antiaérienne du West Yorkshire tout au long des années de guerre. Leeds a des canons antiaériens positionnés dans toute la ville. Il y a de nombreux aérodromes de la RAF à l'est de la ville dans la vallée de York. Si la plupart accueillent des unités de commandement de bombardiers, la base de Church Fenton accueille une escadrille de chasseurs,. La nuit du raid principal sur Leeds, des avions Junkers Ju 88 et Dornier Do 17 sont abattus au-dessus du nord de l'Angleterre, ce qui indique qu'il pourrait s'agir des bombardiers utilisés au-dessus de Leeds.

## Bombes non explosées
À la suite des raids, des bombes non explosées sont retrouvées dans la ville, notamment au parc Potternewton en 2012. Des obus antiaériens non explosés sont également retrouvés au sud et à l'est de la ville. À partir de septembre 1940, toutes les bombes non explosées doivent être enregistrées dans un « journal des bombes » détaillé, bien que le programme n'ait pas été initialement lancé à Leeds.

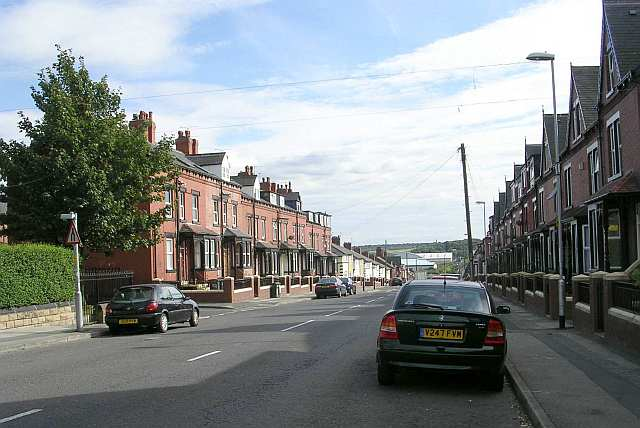
Tempest Road, où Harrison s'était abrité pendant le raid

## Influences culturelles
Le poème de Tony Harrison Shrapnel fait référence au raid sur Beeston et à la possibilité d'un acte d'héroïsme de la part des équipages de bombardiers étant donné le nombre de bombes tombant sur Cross Flats Park à Beeston, ainsi qu'à la comparaison du bombardement avec les attentats de Londres du 7 juillet 2005, dont deux des auteurs venaient de Leeds. Tony Harrison, alors enfant, se réfugiait dans la cave d'une maison sur Tempest Road à Beeston,,.